# Pleß-Linie
Als Pleß-Linie bezeichnet man eine Zuchtlinie bei der Erhaltungszucht der vom Aussterben bedrohten Wisente. Es handelt sich bei dieser Linie um eine Unterlinie der sogenannten Flachlandlinie. Alle Wisente dieser Linie sind reinblütige Vertreter der Unterart Bison bonasus bonasus, die auf drei Kühe und einen Bullen aus dem Urwald von Białowieża zurückgehen. Diese gelangten 1865 als Geschenk für Hans Heinrich XI. von Hochberg, den Fürsten von Pleß, aus dem Urwald von Białowieża in die Pleßer Wälder. Diese liegen im beskidischen Vorland in der Region Oberschlesien in der Niederung der Plesse (Pszczynka), eines Nebenflusses der Weichsel. 
Die Wisente in den Pleßer Wäldern wurden hier über einige Jahrzehnte isoliert gezüchtet. Bei der Erhaltungszucht der Wisente, auf die man sich in den 1920er und 1930er Jahren konzentrierte, konnte man noch auf einige Nachkommen dieser vier Tiere zurückgreifen. Große Bedeutung hat in der heutigen Erhaltungszucht der Bulle Plisch mit der Zuchtbuchnummer 229, der 1936 von Pleß wieder nach Białowieża zurückgebracht wurde. Von ihm stammen fast alle zurzeit im Nationalpark Białowieża freilebenden Wisente der Flachlandlinie ab. 